# 私は歌手
『私は歌手 I'M A SINGER』は、天地真理の通販CD-BOX。2018年12月25日発売。発売元はソニー・ミュージックダイレクト。規格品番はDYCL-3480～5。

## 解説
1970年代に一世を風靡したアイドル歌手・天地真理の二つめのCD-BOXのタイトル。CDとDVDの、計6枚が収められている。
- CDは5枚で、Disc1はデビュー曲「水色の恋」から「私が雪だった日」までの全シングルA面23曲、Disc2とDisc3はカバー曲、Disc4はアルバムから選曲されたオリジナル曲、Disc5は未発表曲や未発売曲5曲が収録されている。
- Disc6のDVDは、往年の冠番組『真理ちゃんシリーズ』[1]から歌唱映像をピックアップしたもの。18トラック中9トラックはテレビ放映時のレコード音源に合わせてリップシンクしている映像、6トラックはプレスコに合わせてリップシンクしている映像、3トラックが生歌映像になっている。

ケースは紙製で、内側に縦2個×3列のトレーが貼付されており、そこにCDとDVDが収納されている。ケースはトレーの列に合わせて三つ折になっている。また、歌詞や解説、秘蔵モノクロポートレート、フォトニュース、本人インタビュー、ファンからの100の質問などを掲載した全84ページに及ぶブックも収納されている。なお、CDはBlu-spec CD2仕様の高品質ディスクとなっている。
本CD-BOXはCDショップでの販売はなく、通信販売専用となっている。

## 収録曲

### CD・DVD
| CD    | コンプリート・シングルA面コレクション |
| Disc1 | 1. 水色の恋 2. ちいさな恋 3. ひとりじゃないの 4. 虹をわたって 5. ふたりの日曜日 6. 若葉のささやき 7. 恋する夏の日 8. 空いっぱいの幸せ 9. 恋人たちの港 10. 恋と海とTシャツと 11. 想い出のセレナーデ 12. 木枯らしの舗道 13. 愛のアルバム 14. 初めての涙 15. さよならこんにちわ 16. 夕陽のスケッチ 17. 矢車草 18. 愛の渚 19. 夢ほのぼの 20. 夏を忘れた海 -スペシャル・シングル・バージョン- 21. 愛・つづれ織り 22. 初恋のニコラ 23. 私が雪だった日 |
| CD    | フォーク・ポップスコレクション Vol.1 |
| Disc2 | 1. 水色の恋 2. なのにあなたは京都へゆくの（原曲：チェリッシュ） 3. あの素晴らしい愛をもう一度（原曲：加藤和彦と北山修） 4. 涙は明日に（原曲：ジローズ、作曲は杉田二郎） 5. 悲しき天使（原曲：メリー・ホプキン） 6. 忘れていた朝（原曲：赤い鳥） 7. 涙から明日へ（原曲：堺正章、TVドラマ『時間ですよ』挿入歌） 8. 忘れな草をあなたに（歌唱：菅原洋一・倍賞千恵子など） 9. 虹と雪のバラード（原曲：トワ・エ・モワ） 10. 恋は水色（歌唱：ヴィッキー、演奏：ポール・モーリア楽団など） 11. 恋人もいないのに（原曲：シモンズ） 12. バタフライ（原曲：Danyel Gérard、訳詞はなかにし礼） 13. ひまわりの小径（原曲：チェリッシュ） 14. さよならをするために（原曲：ビリーバンバン） 15. 美しい星（原曲：赤い鳥） 16. 太陽がくれた季節（原曲：青い三角定規） 17. この広い野原いっぱい（原曲：森山良子） 18. 花と小父さん（原曲：伊東きよ子） 19. 花の首飾り（原曲：ザ・タイガース、作曲はすぎやまこういち） 20. 涙くんさよなら（原曲：坂本九作曲は浜口庫之助） 21. 花嫁（原曲：はしだのりひことクライマックス） 22. 誰もいない海（原曲：ジェリー伊藤、越路吹雪・トワ・エ・モワらがカヴァー） 23. 学生街の喫茶店（原曲：ガロ、作曲はすぎやまこういち） 24. 冬物語（原曲：フォー・クローバース） 25. 若草の髪かざり（原曲：チェリッシュ） |
| CD    | フォーク・ポップスコレクション Vol.2 |
| Disc3 | 1. ロマンス（原曲：ガロ） 2. サルビアの花（原曲：早川義夫、もとまろなどがカヴァー） 3. 恋の風車（原曲：チェリッシュ） 4. ある雨の日の情景（原曲：よしだたくろう） 5. 小さな日記（原曲：フォー・セインツ） 6. あなた（原曲：小坂明子） 7. 童話作家（原曲：さだまさし） 8. 想い出のグリーングラス（歌唱：カーリー・プットマン、エルヴィス・プレスリー、トム・ジョーンズなど） 9. 結婚しようよ（原曲：よしだたくろう） 10. 愛する人に歌わせないで（原曲：森山良子） 11. シュガー・ベイビー・ラブ（原曲：ルベッツ） 12. シュガー・タウンは恋の町（原曲：ナンシー・シナトラ） 13. 愛の休日（原曲：ミッシェル・ポルナレフ） 14. ジョニー・エンジェル（原曲：シェリー・フェブレー） 15. トップ・オブ・ザ・ワールド（原曲：カーペンターズ） 16. 『いちご白書』をもう一度（原曲：バンバン） 17. 春の風が吹いていたら（原曲：よしだたくろう） 18. お嫁においで（原曲：加山雄三） 19. なごり雪（歌唱：かぐや姫・イルカなど、作詞・作曲は伊勢正三） 20. ウイスキーの小瓶（原曲：みなみらんぼう） 21. 哀しきマリオネット（原曲：グレープ） 22. 告悔（原曲：グレープ） 23. オー・マリヤーナ（歌唱：田中星児など） 24. 水色の恋 |
| CD    | オリジナルソング・コレクション |
| Disc4 | 1. 白いバラの道 2. 青春 3. おしえてよ愛の言葉 4. 思い出の足音 5. 幸福に向かって 6. 明るい表通り 7. 恋の散歩道 8. 家に帰ろう 9. さよならだけ残して 10. ミモザの花の咲く頃 11. 牧場の乙女 12. 明日への出発 13. 渚の誓い 14. さよならは心をこめて 15. あなたの故郷 16. 素晴らしい青春 17. 一枚の写真 18. レイン・ステイション 19. ある恋の感想 20. 明日また（シングル「さよならこんにちわ」B面） 21. 京都でひとり（シングル「愛のアルバム」B面） 22. 明日への愛 23. 一杯のレモンティー（シングル「矢車草」B面） 24. また逢うためにさようなら |
| CD    | レア音源コレクション |
| Disc5 | 1. 秋ふたたび 2. 早春 3. 若い合唱 4. 想い出のセレナーデ（歌詞、アレンジ違い） 5. トルコ行進曲 |
| DVD   | 真理ちゃんシリーズ・コレクション |
| Disc6 | 1. 恋は水色〜涙から明日へ 2. 水色の恋 3. ちいさな恋 4. ひとりじゃないの 5. 虹をわたって 6. ふたりの日曜日 7. 夏を忘れた海 8. 若葉のささやき 9. 恋する夏の日 10. 空いっぱいの幸せ 11. 恋人たちの港 12. 恋と海とTシャツと 13. 想い出のセレナーデ 14. 木枯らしの舗道 15. 好きだから 16. ある日私も 17. 青春 18. 思い出の足音 |